# Brugnato
Brugnato (en lígur: Brugnæ) és un comune (municipi) de la província de La Spezia, a la regió italiana de la Ligúria, situat uns 70 km al sud-est de Gènova i uns 15 km al nord-oest de La Spezia. L'1 de gener de 2018, la seva població era de 1.309 habitants i la seva superfície de 11,90 km².
Limita amb els municipis de Borghetto di Vara, Rocchetta di Vara, Sesta Godano i Zignago.
Brugnato forma part dels "pobles més bells d'Itàlia". Ha rebut la prestigiosa "Bandera taronja" (Bandiera arancione) del Touring Club Italiano des de l'any 2006.

## Història
La fundació de Brugnato es remunta als segles VII o VIII i està vinculada a la construcció d'un monestir que, com altres llocs monàstics a Ligúria i el nord d'Itàlia, depenia de l'abadia de Sant Columbà a Bobbio.
L'any 1133, Brugnato es va convertir en la seu d'una diòcesi i es va construir la catedral.
El 25 de novembre de 1820, la diòcesi es va amalgamar amb la de Luni i Sarzana per formar la nova diòcesi de Luni, Sarzana i Brugnato

,que a la vegada es convertiria en la Diòcesi de La Spezia, Sarzana i Brugnato, el 1975.